# PAN3
PAN3‏ (Poly(A) specific ribonuclease subunit PAN3) هوَ بروتين يُشَفر بواسطة جين PAN3 في الإنسان.